# Hybridbil

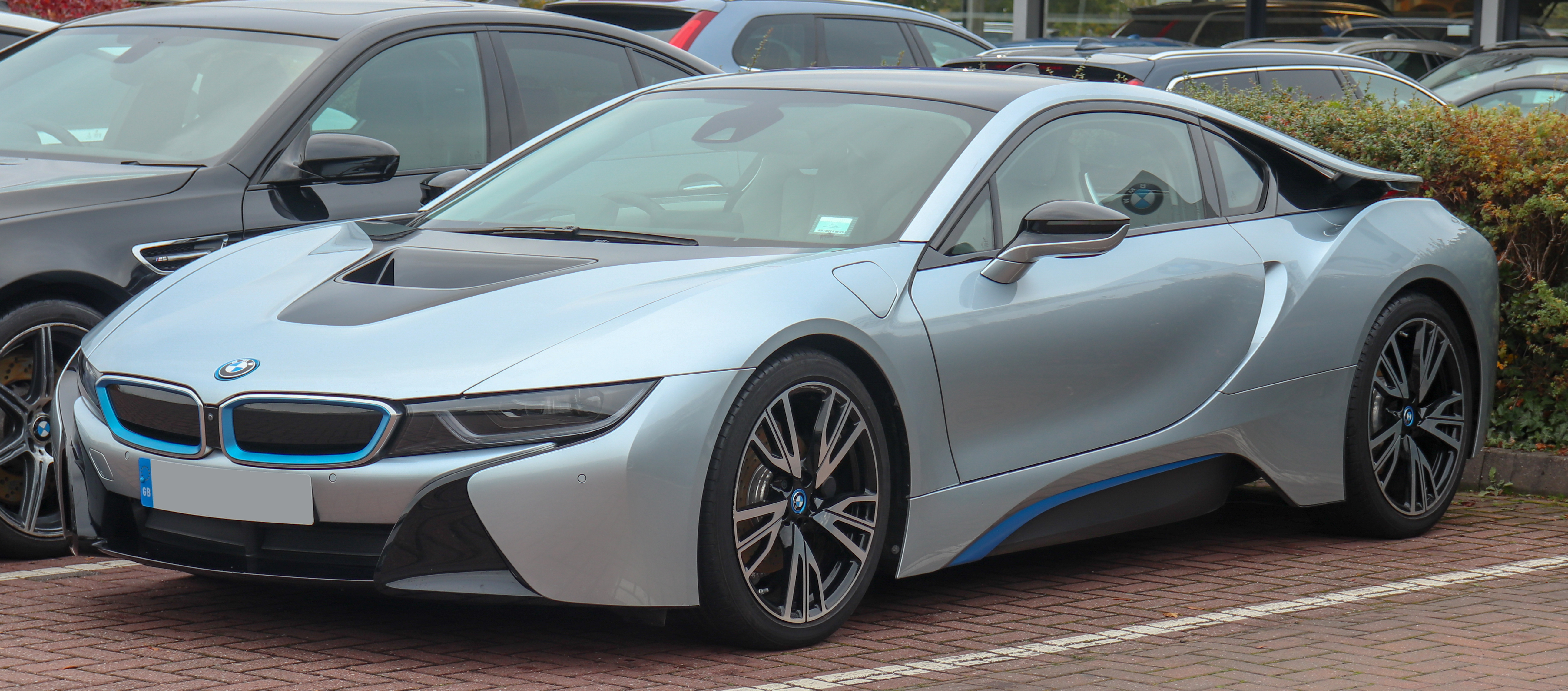
BMW i8 är en hybridbil.

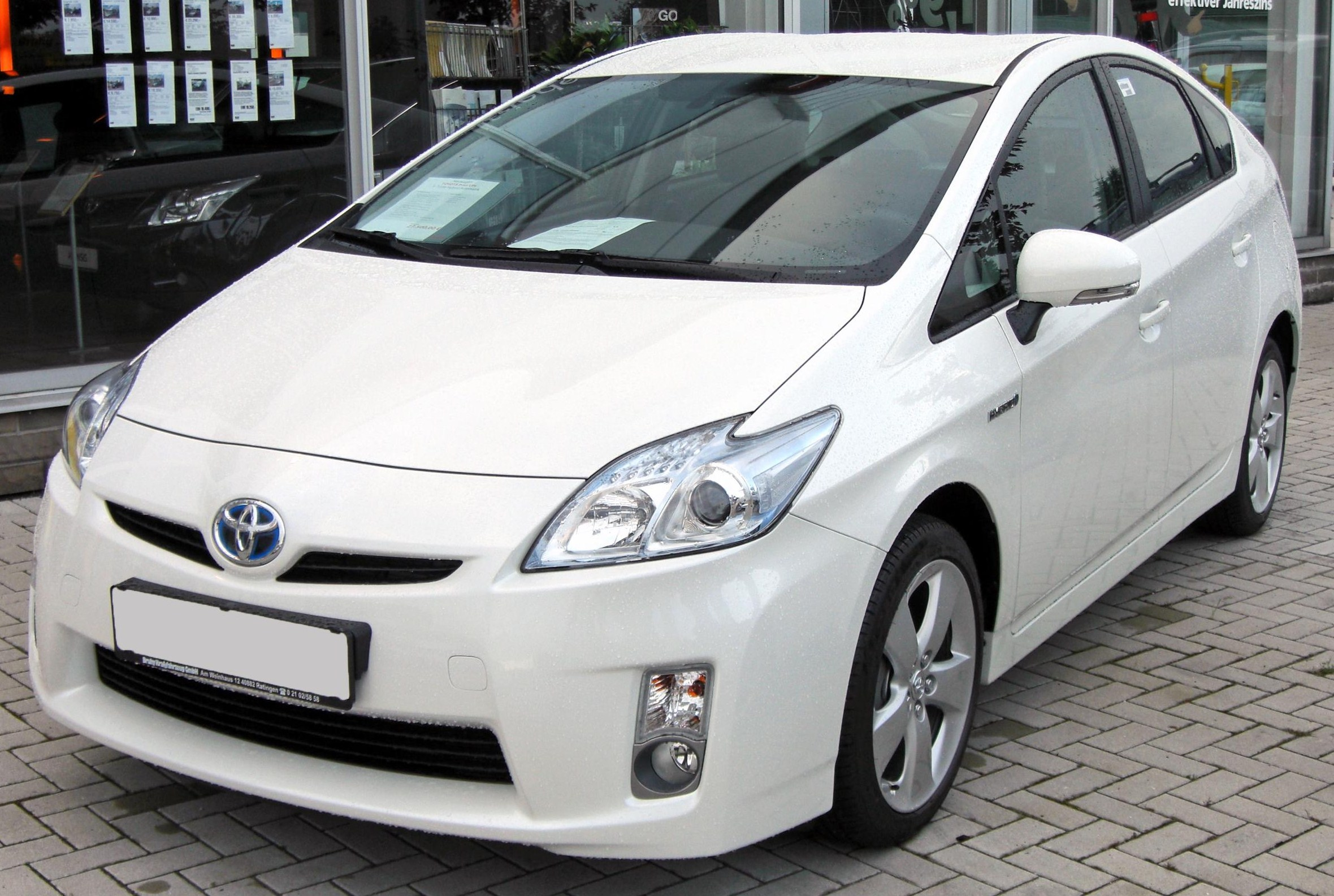
Toyota Prius, världens kanske mest kända hybridbil, den första hybridbilen att serieproduceras.

Hybridbil är en typ av bil som använder två eller flera kraftkällor för att drivas. Det vanligaste är att bilen utöver en vanlig förbränningsmotor (bensin- eller dieseldriven) även har en eller flera elmotorer och batterier som hjälper till att driva bilen. På svenska kallas den även elhybridbil (EHV på engelska, Electro Hybrid Vehicle). En begränsad variant av en sådan bil som ger mindre miljöfördelar är mildhybrid(en) (BAHV på engelska, battery-assisted hybrid vehicle), jämfört med en full hybrid(en). En tredje variant kan laddas från elnätet och köras flera mil på batterier, och kallas Laddhybridbil (PHV, på engelska Plug-in Hybrid Vehicle). I Sverige premieras mild hybrid minst och laddhybrid mest med miljöbilsbonus och sänkt fordonsskatt.
När man kör kan båda motorerna arbeta för att driva bilen, antingen samtidigt eller var och en för sig.
Hybridbilar använder förbränningsmotorn för att ladda elmotorns batteri under färd, men också inbromsningar och tomgång kan användas för laddning. En del av den energi som blir spillvärme i en vanlig bil kan tas tillvara som el i batteriet och driva elmotorn. Även bromsenergin kan lagras i batteriet. På så sätt reduceras bränsleförbrukningen.
En "vanlig" hybridbil kan inte laddas med el utifrån. Elmotorn gör istället hybridbilen till en extra energieffektiv bil för fossilt eller förnybart drivmedel. En laddhybrid är en hybridbil med ett extra stort batteri, som går att ladda från en extern källa, till exempel vägguttag.
Den mest välkända elhybridbilen är idag Toyota Prius, världens första massproducerade hybridbil.
Hybridbilar som utgör kombinationer av bränslecellsbilar och batterielbilar förekommer.
Se Jämförelse mellan olika typer av hybridbilar för skillnaden mellan de olika kategorierna.

## Funktion
Förbränningsmotorn och elmaskinen eller elmaskinerna arbetar tillsammans för att i första hand åstadkomma två förbättringar som minskar bränsleförbrukning och utsläpp:
- Att hjälpa förbränningsmotorn att arbeta med hög verkningsgrad och undvika tomgångskörning.

- Att återvinna rörelseenergi vid inbromsning (Regenerativ bromsning).

Förbränningsmotorer arbetar bäst vid jämn gång, med varvtal och belastning inom vissa ramar. I en hybridbil kan förbränningsmotorn i första hand användas för att ladda batteriet, med optimal belastning, eller åtminstone körning med låg effekt undvikas. Då effektbehovet är litet kan motorn stängas av helt. Tack vare elmotorn kan förbränningsmotorn vara mindre och snålare än i en normal bil med samma prestanda.
Den energi som finns i bilens rörelse kan till en del återvinnas vid inbromsning genom att låta elmaskinen bromsa bilen. Elmaskinen fungerar då som generator som ger elektricitet som lagras i batteriet. Elektriciteten används sedan för att accelerera bilen igen.
Växlingen mellan bensin- och elmotorn sker automatiskt, liksom styrning av laddningen. Bränsleförbrukningen reduceras mest i bilköer eller stadstrafik i låg fart. En förbränningsmotor utan hybridteknik har under sådana förhållanden hög förbrukning på grund av dålig verkningsgrad vid låg belastning. Vid stillastående är förbränningsmotorn i en hybridbil avstängd, utom när den behövs för uppvärmning vintertid.

## Batterier
Batteriernas egenskaper är avgörande för en hybridbils prestanda. De bör kunna ge tillräcklig ström för elmotorns maximala effekt och klara att ta emot så stor del som möjligt av bromsenergin.
Det främsta problemet för elbilar är batteriernas vikt. För en hybridbil är detta ett mindre problem, då batterierna kan laddas under gång, men om man vill undvika att starta förbränningsmotorn i stadstrafik eller för korta resor är det ändå en problematik att beakta. De traditionella billiga blybatterierna är tunga. Lättare batterier är dyra och också de är tunga och skrymmande nog att begränsa bilarnas räckvidd.
I en del bilmodeller används batterier av typ nickel-metallhydrid (NiMH), men även litiumjonbatterier förekommer. Forskning kring väteceller har pågått länge, men tekniska problem återstår.
Det vanliga är att hybridbilar är helt självförsörjande när det gäller batteriladdning. All laddning sköts av förbränningsmotorn via generatorn samt eventuellt tillskott vid inbromsning (genom att elmotorn utnyttjas som generator vid motorbromsning). En sådan bil tankas som en vanlig bil. Det går också att göra hybridbilar som dessutom kan laddas via en extern strömkälla, så kallade plug-in-hybrider eller laddhybrider.
Hybridbilar har i vissa fall klassats som miljöbilar. Emellertid är det från år 2035 otillåtet inom EU att sälja nya hybridbilar med förbränningsmotorer.

## Nomenklatur
För hela bilen är den korrekta benämningen elhybridbil, men oftast används det kortare hybridbil. Ordet hybrid kommer från latinets hyb’rida som betyder korsning. En hybridbil kan alltså ses som en korsning mellan en elbil och en bil med förbränningsmotor, och konstrueras för att få de bästa egenskaperna från de båda.

## Historia
Hybridbilarna är ingen ny uppfinning, även om det ofta framställs så. Redan runt förra sekelskiftet fanns det hybridbilar. Dessa tidiga hybridbilar var så kallade seriehybrider, men sedan kom både parallellhybrider och komplexhybrider.
Först i världen med att serietillverka hybridbilar var Toyota. 1997 lanserade de värdens första massproducerade hybridbil, Toyota Prius. Sedan dess har många följt efter och idag har snart sagt varje större biltillverkare en hybridbil i sitt stall. 

## Hybridprinciper / Drivlinekonfigurationer

### Mild parallellhybrid
I milda parallellhybrider användes en liten elmotor för att assistera förbränningsmotorn vid exempelvis start från stillastående. Elmotorn kan ofta sitta integrerad i fordonets växellåda. Fördelen är att elmotorn och batteriet kan vara små, vilket håller ner kostnaderna, samtidigt som man undviker att använda förbränningsmotorn då den har sämst verkningsgrad. Mildhybriden kan inte köras enbart med elmotorn, eftersom den har för låg effekt. Till skillnad från andra hybridbilar kan mildhybriden även ha manuell växellåda.

### Kraftdelad serieparallellhybrid

Principiell skiss över parallellhybridbil.

I kraftdelade serieparallellhybrider används en elmotor och en förbränningsmotor som tillsammans eller var för sig kan driva bilen. Motorerna sitter normalt kopplade till en planetväxel. Elmotorn behöver inte vara lika kraftig som i en seriehybrid, men stadskörning med enbart elmotor är ofta möjlig. Förbränningsmotorn är mindre än i en motsvarande traditionell bil. Vissa modeller har en extra elmotor som driver det andra hjulparet (det vill säga bakhjulen om bilen normalt är framhjulsdriven). På det sättet blir bilen fyrhjulsdriven utan att behöva någon extra fördelningsväxel.

### Seriehybrid

Principiell skiss över seriehybridbil.

I seriehybrider är det endast elmotorn som används för att driva bilen, medan förbränningsmotorn vid behov genererar elektrisk energi via en generator. Förbränningsmotorn kan anpassas för högsta medeleffekt (långfärd längs landsväg), medan elmotorn måste vara tillräckligt kraftig för att klara acceleration vid omkörningar.
Om bilen även har batterier med hög kapacitet kan den oftast köras längre sträckor på ren el, i regel laddad från elnätet, och i detta fall används förbränningsmotorn med generatorn som så kallad räckviddsförlängare ifall energin i batterierna når en låg nivå. Dessa fordon går ofta under benämningen EREV eller REEV. Gränsdragningen mellan en laddhybrid och en elbil med räckviddsförlängare är inte helt knivskarp. I allmänhet är det så att laddhybriden har en mycket begränsad räckvidd på enbart el (<50 km) och har en förbränningsmotor som är avsedd att driva bilen på längre körningar. Elbilen däremot har ett batteri som ger längre räckvidd – räckviddsförlängaren har en mycket liten förbränningsmotor som reserv när det är långt mellan möjligheterna att ladda.

## Begränsningar
Vissa hybridbilar, till exempel de tidigare generationerna av Toyota Prius, kan inte utrustas med dragkrok då kylsystemet för hybridsystemet inte varit konstruerat för detta. Från och med fjärde generationen av Toyota Prius har kylsystemet anpassats så att montering av dragkrok medges, dock med en relativt låg tillåten dragvikt. Det finns också andra hybridbilar som inte haft denna begränsning.

## Exempel på hybridbilar

### Serieparallellhybrider
- Toyota Auris Hybrid
- Toyota Prius
- Toyota Yaris Hybrid
- Lexus CT200h
- Lexus UX 250h
- Lexus NX 300h
- Lexus RX 400h
- Lexus RX 450h
- Lexus IS 300h
- Lexus GS 300h
- Lexus GS 450h
- Lexus LS 500h
- Lexus LS 600h
- Lexus RC 300h
- Lexus LC 500h
- Kia Niro

### Parallellhybridbilar
- Cadillac Escalade 2009
- Ford Escape Hybrid
- Honda Civic Hybrid
- Honda Insight
- Mercedes-Benz S-400 Hybrid
- Chevrolet Tahoe Hybrid 2008–2013

### Seriehybridbilar
- Fisker Karma
- Opel Ampera
- Chevrolet Volt

### Konceptbilar
- Audi Q7 hybrid concept
- Citroen C4 HDi Hybrid
- Opel Flexstream
- Saab 9-X BioHybrid
- Volvo ReCharge Concept
- Volvo ECC (hybridbil med gasturbin - konceptbil som visades upp men aldrig var avsedd för produktion)

### Äldre hybridbilar
- Audi duo
- Clean Air Transport (svensk prototyp som aldrig kom i serieproduktion)
- Solon (svensk prototyp som aldrig kom i serieproduktion)